# Aliment biologique
Un aliment biologique est un aliment produit suivant les principes de l'agriculture biologique.

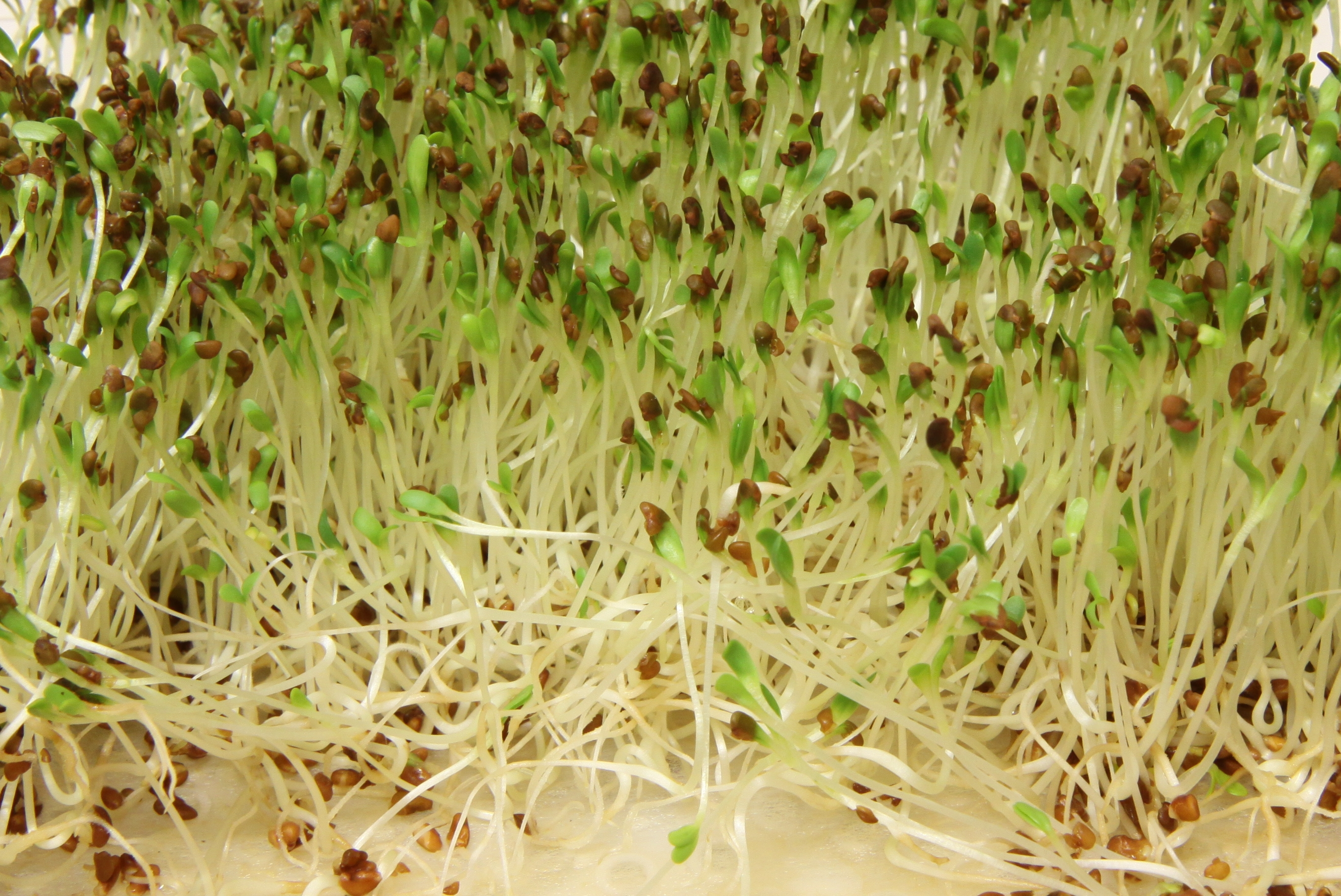
Semences de luzerne biologiques germant dans un germoir de ménage.

## Labellisation et identifications dans le commerce

Logotype français AB (label Agriculture biologique) au service des agriculteurs et transformateurs agroalimentaires commercialisant des produits agricoles ou agroalimentaires produits et/ou transformés dans le respect du cahier des charges de l'agriculture biologique normalisée.

En France, le logotype AB (label Agriculture biologique) est au service des agriculteurs et transformateurs agroalimentaires commercialisant des produits agricoles ou agroalimentaires respectant le cahier des charges de l'agriculture biologique normalisée, et transformés selon des méthodes elles aussi normalisées.
Il existe une tolérance de 5 % pour les ingrédients comme le sel marin qui, sans être des aliments biologiques stricto sensu, sont des produits naturels sans élément chimique de synthèse ajouté.

## Valeur nutritionnelle
Sur le plan de la valeur nutritionnelle, un rapport de 2003 de l'Agence française de sécurité sanitaire des aliments (Afssa) trouve « peu de différences significatives, et reproductibles, entre la composition chimique des matières premières issues d'agriculture biologique et celles issues d'agriculture conventionnelle » et observe que « Les résultats des études sont parfois contradictoires. Les nombreux facteurs de variation intervenant dans la composition chimique et la valeur nutritionnelle des aliments (variété/race, saison, climat, stade de maturité ou de développement, stockage, conduite d'élevage…) sont souvent plus importants que l'impact des facteurs liés strictement au mode d'agriculture (nature de la fertilisation, des traitements sanitaires...) ». Cette équivalence nutritionnelle (en vitamines, minéraux, acides gras, protéines...) est confirmée par une étude de 2012.

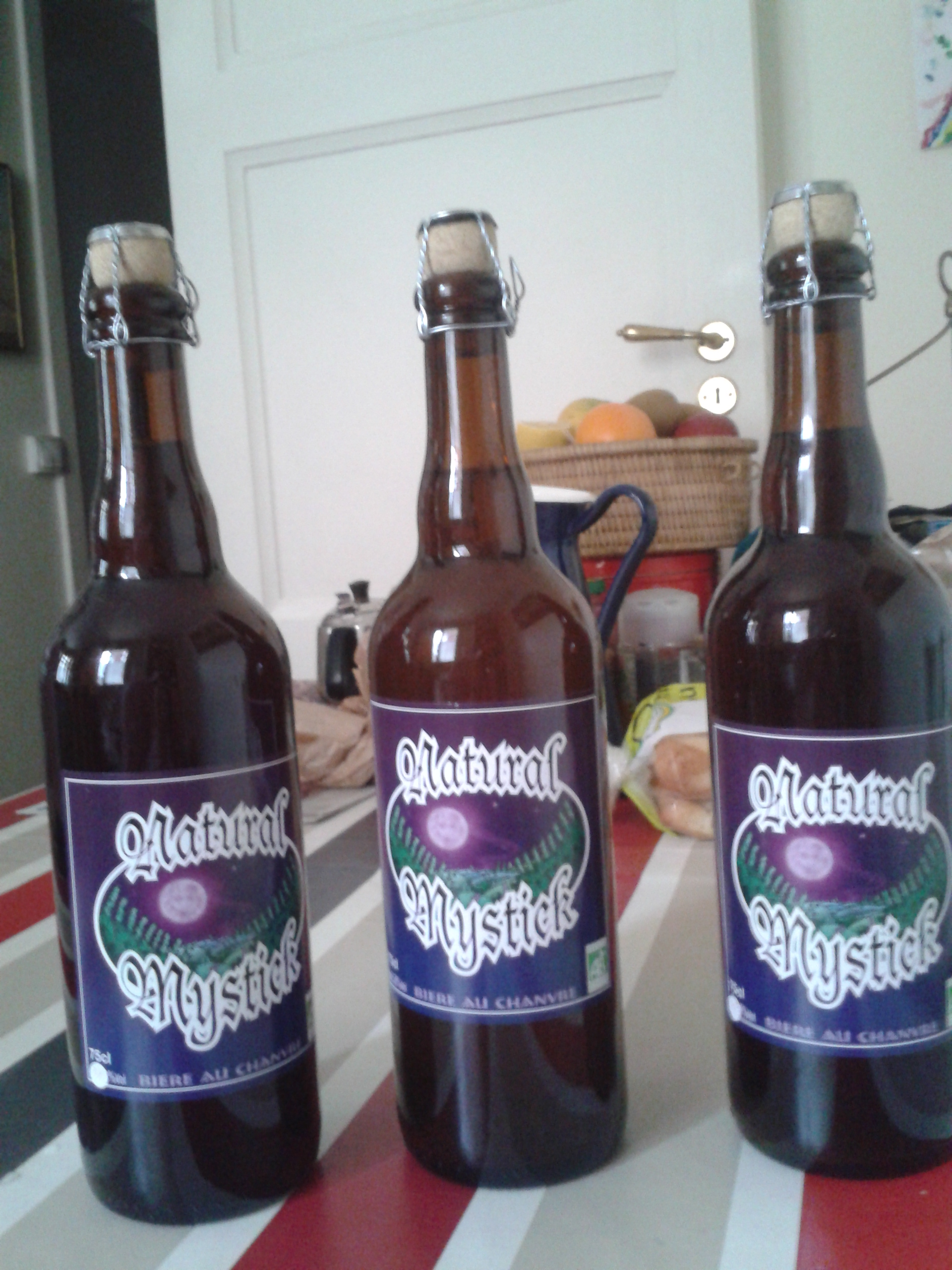
Bière brassée avec des produits issus de l'agriculture biologique certifiée.

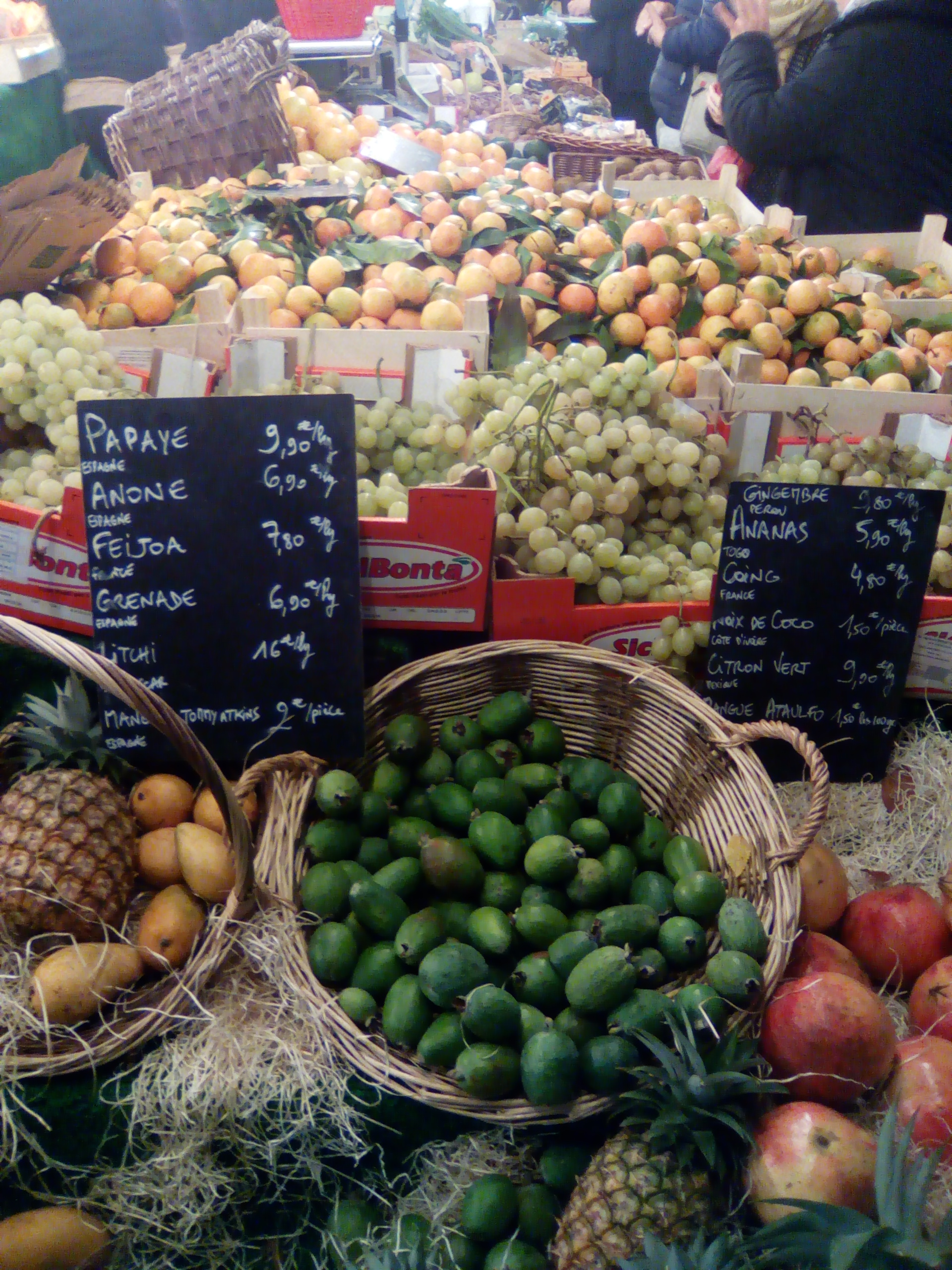
Étal de fruits issus de l'agriculture biologique.

Une méta-analyse de 343 publications scientifiques réalisée en 2014 par dix-huit chercheurs européens a toutefois montré l'existence de différences nutritives substantielles en faveur des aliments biologiques. Ces différences ne portent pas sur la teneur des aliments en nutriments mais sur la présence de substances toxiques telles que cadmium et pesticides, et sur la teneur en antioxydants. Leurs effets sur la santé restent à déterminer. Selon une étude de l'Autorité européenne de sécurité des aliments (EFSA) en 2015, il est « peu probable » que l'exposition alimentaire à des résidus de pesticides ait « des effets à long terme sur la santé des consommateurs ».
Par ailleurs, une méta-analyse de l'université de Newcastle upon Tyne conclut que le lait et la viande biologiques contiennent sensiblement plus d'acides gras oméga-3, de sels minéraux et d'antioxydants essentiels que leurs homologues conventionnels.
En octobre 2018, une étude française, réalisée par l'équipe de recherche en épidémiologie nutritionnelle en s'appuyant sur la cohorte Étude NutriNet-Santé, suggère une possible réduction de 25 % du risque de cancer associée à la consommation régulière d'aliments biologiques. Si cette étude ne permet pas d'affirmer qu'un régime bio protège du cancer, elle indique une association entre les deux phénomènes. Cette association est particulièrement marquée pour le lymphome non hodgkinien (-86 % si nous mangeons bio), tandis que les femmes ont un risque plus faible de développer un cancer du sein après la ménopause (-33 %). Dans l'ensemble, les personnes qui mangent bio ont un poids plus équilibré et une meilleure santé. Cette étude a été critiquée par Gérard Pascal, chercheur toxicologue à l'Institut national de la recherche agronomique. Il affirme qu'un consommateur de bio sera à priori plus vertueux, dans l'ensemble de son comportement, qu'un autre. Il y a trop de facteurs de confusion. Si une consommatrice bio n'a pas de cancer, il est difficile de savoir si c'est parce qu'elle mange bio, ou, par exemple, parce qu'elle ne fume pas. Il est nécessaire d'apporter de nombreux ajustements, ce qui ferait perdre de sa pertinence à l'étude,.

## Qualités organoleptiques
Les qualités organoleptiques d'un aliment biologique sont difficiles à évaluer. L'INRA conclut à une absence de différence significative de ces qualités entre l'agriculture biologique et conventionnelle.

## Risques sanitaires
L'épidémie de gastro-entérite et de syndrome hémolytique et urémique de 2011 en Europe a été causée par des graines germées produites dans une ferme biologique en Allemagne mais le lien épidémique reste pour l'heure inexpliqué.
L'affaire du sésame contaminé, en 2020-2021, montre que le bio n'est pas isolé des flux classiques d'approvisionnement, bien au contraire. En septembre 2020, les autorités belges relèvent dans des graines de sésame importées d'importantes quantité d'oxyde d'éthylène, un produit dangereux pour la santé, interdit en Europe depuis plus de dix ans. L'enquête montrera que d'autres denrées sont concernées, issues de plusieurs pays, et qu'il s'agit de pollution intentionnelle : l'oxyde d'éthylène est un moyen peu couteux de supprimer champignons et bactéries. Parmi les aliments concernés, plus d'un tiers ont le label d'agriculture biologique, alors que ce secteur est un des plus contrôlés qui soit. Si la traçabilité a permis de retirer rapidement du marché les produits touchés, il est inquiétant de constater que ces produits, et plus encore les produits bio, aient pu seulement parvenir sur ce marché.
Diverses explications sont avancées. Le marché bio, à priori plus rentable, attire la fraude. Les composants des produits sont controlés, certes, mais on ne trouve que ce que l'on cherche, et il existe une telle quantité de polluants qu'il est impossible de tous les tester ; et, justement, l'oxyde d'éthylène ne faisait pas partie des produits testés. La Direction générale de la Concurrence, de la Consommation et de la Répression des fraudes n'évalue la présence que de 568 molécules sur les 907 interdites et 1498 actives répertoriées, et les fraudeurs les connaissent, et cette difficulté est commune aux aliments classiques et aux aliments bio. Les organismes de certification éprouvent également de grandes difficultés à tester le maximum de produits et de processus, et ces tests se répercutent sur les prix à la consommation. Même si la meilleure qualité des aliments biologiques ne fait aucun doute et est prouvée, elle ne peut s'abstraire des problèmes que rencontrent les marchés alimentaires modernes.
Cette affaire rappelle, sous certains aspects, le scandale des œufs contaminés au fipronil en 2017, qui avait également touché des produits bio.

## Agriculture biologique et OGM dans l'Union européenne
Si un produit, conventionnel ou biologique, contient plus de 0,9 % d'OGM, il doit être étiqueté. En dessous de cette valeur, aucune indication au consommateur n'est requise. Chaque État membre reste toutefois libre de renforcer sa législation sur la labellisation des produits « bio » sur son territoire.

## Graines germées biologiques
Les graines germées biologiques sont obtenues en n'utilisant pas de pesticides et en excluant les OGM. Les graines déjà germées sont majoritairement produites en hydroponie par des entreprises spécialisées et vendues en grandes surfaces.

## Prix et qualité des aliments biologiques en France

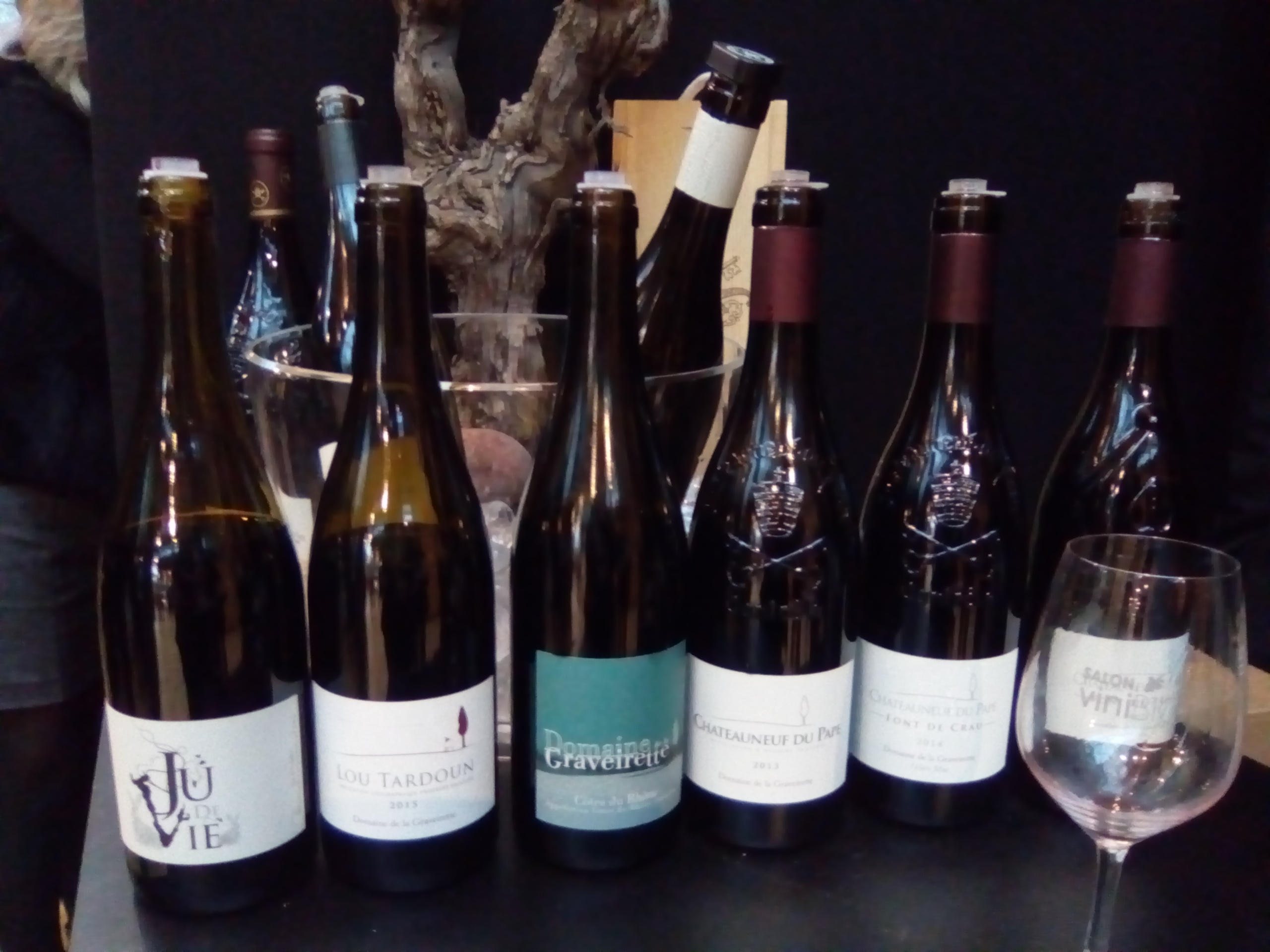
Stand de vin bio dans un salon.

L'association UFC-Que choisir a relevé 120 000 prix dans 1 795 magasins et montré que le panier d'articles biologiques vendus sous marque de distributeur (MDD) coûtaient 57 % de plus que l'équivalent en MDD classiques ; selon Cécile Lepers de Synabio « la grande distribution ne résiste pas à la tentation de relever ses marges ».
En 2010, les 20 000 exploitations biologiques françaises approvisionnent directement les réseaux spécialisés (La Vie claire, Biocoop, Naturalia, Croc'Nature, etc.). Les hypermarchés se fournissent presque exclusivement à l'étranger auprès d'un « bio business bien peu écolo » : de 8 à 10 % des lots de produits biologiques contrôlés contiennent des résidus phytosanitaires interdits dans leur production, en particulier dans les arrivages d'Italie et d'Espagne.
En 2015, la vente de produits bio a augmenté de 14,7 % pour atteindre 5,75 milliards d’euros en France.
Fin 2019, la consommation moyenne de produits bio par an et par habitant s’élevait à 178 euros. Les produits les plus consommés sont les produits frais, les viandes et les fruits et légumes.